# Eugénie de Suède
Eugénie de Suède et de Norvège (en suédois : Eugénie av Sverige och Norge), née le 24 avril 1830 à Stockholm (Suède-Norvège) et morte le 23 avril 1889 dans la même ville, est une princesse suédo-norvégienne.

## Biographie
Elle est l'unique fille et le quatrième enfant du roi Oscar Ier de Suède et de son épouse Joséphine de Leuchtenberg. Physiquement faible depuis sa naissance, elle ne se maria jamais. Elle fut en revanche une artiste amateur reconnue.
Elle fut la fondatrice de l'Association des droits des animaux le 7 octobre 1882.

## Une auteure méconnue
En 1864, la princesse Eugénie publie en français un ouvrage intitulé Les princesses de la Suède. Notices biographiques et historiques, par E***. La version suédoise est publiée la même année. Elle y retrace l'histoire de dix-huit princesses suédoises, de Catherine Vasa aux trois filles de Gustave IV Adolphe, les princesses Sophie de Suède, Amélie de Suède et Cécile de Suède. La version suédoise connaît un tel succès qu'il est rapidement réédité. Une troisième édition voit le jour en 1877, et une quatrième et dernière en 1889.
En 2008, dans leur ouvrage Au Champ d'Apollon, Margreta et Hans Östman répertorient la princesse Eugénie comme faisant partie des auteurs suédois ayant écrit en français, aux côtés de son frère le roi Oscar II.

## Lieu d’inhumation
La princesse Eugenie fut inhumée dans la crypte située sous la chapelle Bernadotte de l’église de Riddarholmen de Stockholm.

## Titulature
- 24 avril 1830 — 23 avril 1889 : Son Altesse Royale la princesse Eugénie de Suède et de Norvège.

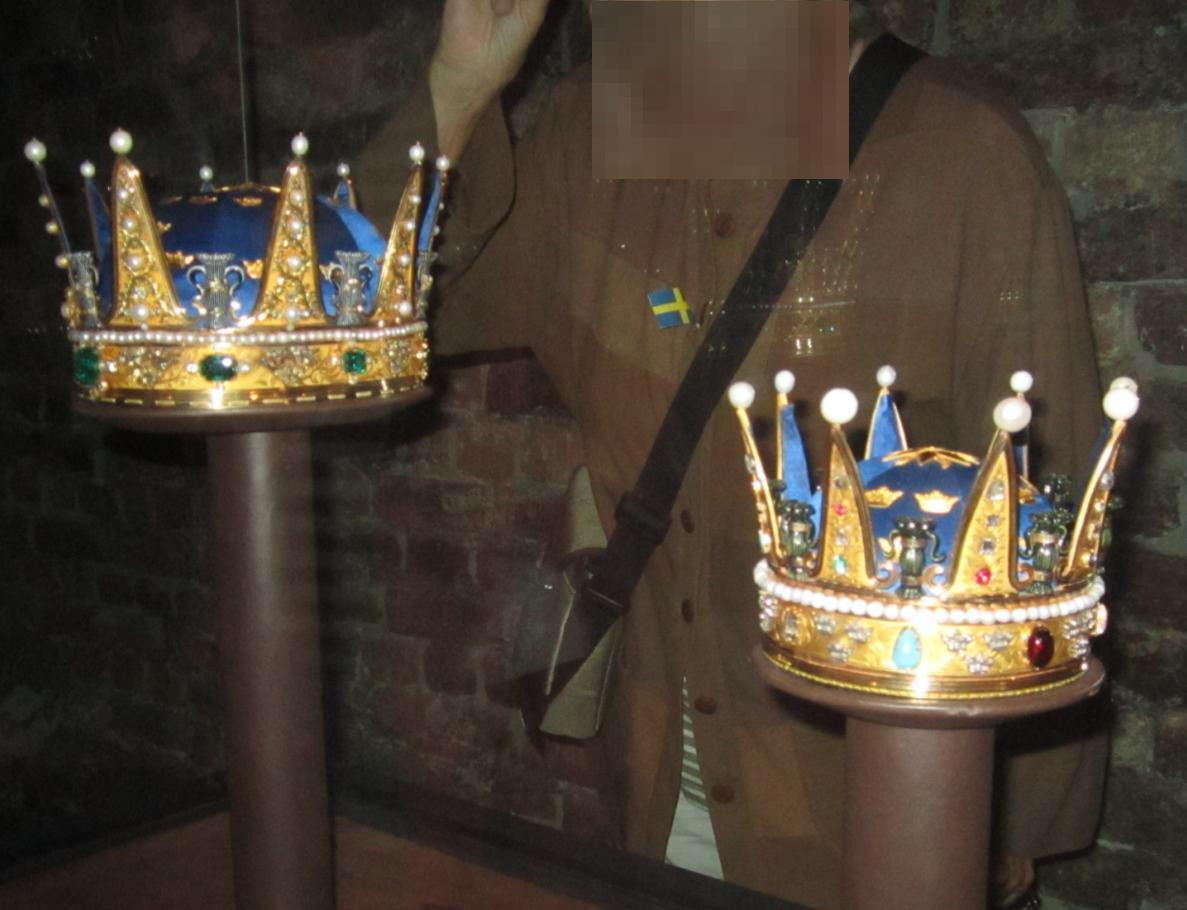
Couronne de la princesse Eugénie (à droite) pour le couronnement de son frère Charles.
Monogramme de la princesse Eugénie.

## Sources
- (sv) Cet article est partiellement ou en totalité issu de l’article de Wikipédia en suédois intitulé « Prinsessan Eugénie av Sverige och Norge » (voir la liste des auteurs).

- Castro, L. (2022). Les notices biographiques et historiques de la princesse Eugénie (1864) : Une première version française des Princesses de la Suède méconnue. Nordic Journal of Francophone Studies/ Revue nordique des études francophones, 5(1), pp. 25–35. DOI: https://doi.org/10.16993/ rnef.